# 麻豆社事件
麻豆社事件，或麻豆事件，是發生於1629年，台灣荷治時期的西拉雅族和大武壠族麻豆社原住民，將荷蘭東印度公司駐台灣的63名精兵全數杀害的事件。麻豆社因不滿荷兰东印度公司駐臺灣長官占用大員與赤崁土地，又與其敵對村社結盟，趁荷軍前往麻豆社掃蕩漢人海盜未果，在其收兵返回大員的路程上渡溪時發動突襲，將63名荷蘭精兵全數杀害。該事件又稱麻豆溪事件，但學者翁佳音認為，麻豆人殲滅荷蘭士兵的這條溪，並不是麻豆溪（今急水溪），麻豆溪在麻豆社之北，而應該是灣裏溪（歐汪溪的上游，今將軍溪中游的河道），因此稱「麻豆溪事件」顯然不妥。六年後1635年荷軍為報復而揮軍攻擊麻豆社，麻豆社最終請求與荷蘭和平相處，簽定《麻豆協約》。

## 事要
1629年6月，第三任台灣長官彼得·納茨接獲線報，稱漢人海盜「三腳大爺」（Sachataija）在麻豆社附近出沒，於是6月13日長官親率63名荷蘭精兵深入麻豆社搜捕海盜，此除尋獲空船和配備外，荷蘭士兵毫無所獲。
搜索海盜一無所獲，荷軍欲揮軍返回大員，族人稱為感謝荷軍掃除海盜，邀請荷軍留下接受招待，長官獨自先行返回熱蘭遮城。宴會結束，63名荷蘭士兵歸途，麻豆人護送隨行，經過灣裏溪（歐汪溪的上游，為古曾文溪改道前的河道，今將軍溪中游的河道，荷蘭人後改稱此溪為，為「背叛者或謀殺者之河」，即「刣人溪」之意:93,215），陪伴送行的族人便替士兵們扛槍，並背著他們幫助渡河，荷兵不疑有他，到了半途，此時一聲號令下，所有的族人忽然蹲下，將身上解除武裝的荷兵同時翻倒在河中，並順勢將他們強壓吃水，事先埋伏在周圍森林中麻豆、蕭壠、灣裏三社聯軍的伏軍衝出擊殺，當時荷蘭人平均身高只有160~165公分，而麻豆社人體格頗為魁武高大，63名荷蘭士兵除小孩和奴隸外全數遭擊斃。蕭壠社同日也擊殺3名在社內的荷蘭人。三社聯軍同時另派遣戰士前往新港社追擊長官納茨，納茨在追兵抵達前半小時接獲密報，狼狽逃脫。三社聯軍搗毀赤崁的荷蘭人住屋，牲棚與牲畜，所有荷蘭財產均破壞殆盡。此役造成熱蘭遮城駐軍折損約四成兵力，剩餘駐軍不及100人，且有戰力者不及其中四分之一，大員駐軍岌岌可危，甚至無法離城外出打獵覓食，造成糧食吃緊。荷蘭人事後調查，認為是在灣裏社的漢人通事鬍鬚仔（或）所密謀。
麻豆社慘劇之後8天，公司先前在3月31日開會決議所指派的第4任台灣長官普特曼斯，連同補充兵力，於6月21日抵達大員港外，22日上岸，稍微緩解大員駐軍岌岌可危的情勢。:215-220

### 之後荷蘭殖民政府報復行動
長官彼得·納茨大為震怒，但因濱田彌兵衛事件纏身，因而耽擱下來。及至普特曼斯繼任之後，由於先前的料羅灣海戰失利，又遭海盜劉香襲擊熱蘭遮城，遂於麻豆溪事件發生後六年的1635年展開報復，11月23日，普特曼斯親率500名荷蘭士兵分成七隊及500名新港社原住民攻打麻豆社，在普特曼斯的命令下，荷蘭士兵見人就殺，第一天殺死麻豆社原住民26名。普特曼斯並下命令燒毀所有住家，房子全燬；謂之麻豆社之役。及至12月18日，麻豆社終於向荷蘭人投降，並簽訂《麻豆協約》表示他們願完全接受荷蘭政府統治 。

### 之後衍生軍事行動
之後荷蘭人藉由此次軍事行動，東征西討，最後迫使蕭壠社（今佳里區）、大目降（今新化區）、目加溜灣（今善化區）、哆囉國（今東山區）和小琉球等社投降。但直至台灣荷西殖民時期末期，台南平原境內的原住民仍未完全順服。

## 引用
1. ↑  聯合報╱記者吳淑玲/台南縣報導,「歷史新聞／荷駐台代表胡浩德 推動荷人來台尋根(2008-10-14)」,2009.10.09 03:50 am.
2. 1 2 3  李瑞源.  (PDF) (博士论文). 指導教授：林瑞明、翁佳音. 國立成功大學歷史學系. 2015-06-30.
3. ↑  鐘佩芸. . NOWnews. 2015-07-09  [2015-07-31]. （原始内容存档于2016-03-07）.

- 翁佳音. . 新活水 (台北: 國家文化總會). 2008, (16): 32–39.